# Син (дете)
 Тази статия е за родственика.  За други значения вижте Син.  
Син е дете от мъжки пол спрямо своите родители. Еквивалентът от женски пол е дъщеря. В много страни по света синовете имат по-висок социален статут от дъщерите. Те се считат за продължители на рода и запазват фамилното име.

## Интересен факт
В Китай, след въвеждане на закона за единствено дете (поради огромния растеж на населението там), се раждат по-голям брой мъжки рожби (заради аборти на момичета).

## Християнство
В християнството под Триединство (още наричано Троица) се разбира Баща, Син и Свети Дух, като Синът е Исус Христос.